# Synopsidia chiraza
Synopsidia chiraza là một loài bướm đêm trong họ Geometridae.